# TG Veitshöchheim
Die TG Veitshöchheim (TGV oder Turngemeinde Veitshöchheim 1877 e. V.) ist ein 1877 gegründeter Sportverein in Veitshöchheim.

## Abteilungen
Der Verein besteht aus Abteilungen für Badminton, Basketball, Darts, Fitness und Kraftsport, Gesundheitssport, Gymnastik & Step, Handball, Judo/Sambo, Karate, Klettern, Leichtathletik, Taekwondo, Tennis, Tischtennis, Turnen und Volleyball.

### Basketball
Die Basketballabteilung beschränkte sich lange Zeit ausschließlich auf den Breitensport. In dieser Zeit lernte auch NBA-Spieler Maximilian Kleber bei der TGV die Sportart kennen.
In der Saison 2017/2018 startete eine neugeformte Mannschaft unter der Leitung von Christian Gabold, die zuvor bereits in der Bayernliga spielte. Das Team startete zunächst in der Bezirksoberliga Unterfranken und erarbeitete sich in drei Jahren den Aufstieg bis in die 2. Regionalliga Südost. Als die Regionalliga-Saison 2019/2020 aufgrund der COVID-19-Pandemie vorzeitig beendet werden musste, stand die Mannschaft auf Platz 1 der Tabelle und bekam dadurch den Aufstieg in die 1. Regionalliga der Südost-Staffel und damit die vierthöchste deutsche Klasse zugesprochen.
Gabold setzte bei seinen Mannschaften zum Teil auf ehemalige Profis, die in der Region Würzburg leben bzw. auf Spieler aus dem Jugendprogramm von s.Oliver Würzburg. Zu diesen Spielern zählen unter anderem David Berberich, Gabold selbst, Christoph Hackenesch, Christoph Henneberger, Ferdinand Kleber, Tobias Weigl oder Nicolas Wucherer.
| Saison  | Liga                          | Platzierung                |
| ------- | ----------------------------- | -------------------------- |
| 2017/18 | Bezirksoberliga Unterfranken  | 1.                         |
| 2018/19 | Bayernliga Nord               | 1.                         |
| 2019/20 | 2. Regionalliga Südost (Nord) | 1.                         |
| 2020/21 | 1. Regionalliga Südost        | -*                         |
| 2021/22 | 1. Regionalliga Südost        | 2. (PlayOff-Viertelfinale) |

(*) Saisonabbruch wegen der COVID-19-Pandemie

### Handball

#### HG Maintal
Die Handballabteilung bildet seit dem Jahr 2010 eine Spielgemeinschaft mit der Handballabteilung der SG Margetsöchheim. Die Mannschaften treten in ihren Ligen unter dem Namen „HG Maintal“ (Handballgemeinschaft Maintal) an. Momentan gibt es zwei Herrenmannschaften, zwei Damenmannschaften und mehrere Jugendmannschaften bis zu den sogenannten Minis (6 bis 8 Jahre), die am Spielbetrieb des Bayerischen Handballverbandes (BHV) teilnehmen.

#### HSG Unterdürrbach/Veitshöchheim
In den Jahren vor 2010 gab es eine Handball-Spielgemeinschaft, die sich aus den Handballabteilungen der TV Unterdürrbach und der TG Veitshöchheim als HSG Unterdürrbach/Veitshöchheim zusammensetzte.
Erfolge:
| - 2000 Bayerischer Pokalsieger - 2000 Teilnehmer am DHB-Pokal | - 2002 Aufstieg in die Bayernliga (4. Liga) - 2001 Nordbayerischer Landesligameister |

## Aktive und Ehemalige (Auswahl)
- Maximilian Kleber (* 1992), Basketballspieler
- Janes Schiller, Kraftsportler, deutscher Meister[8]
- Nicolas Wucherer (* 1970), Basketballspieler
- Helga Zolnhofer, ehemalige Badmintonspielerin und deutsche Seniorenmeisterin